# Николаев-Грузовой
Никола́ев-Грузово́й (укр. Миколаїв-Вантажний) — железнодорожная станция Херсонской дирекции Одесской железной дороги на линии «Долинская-Николаев».

## История

Мемориальная доска И. Ф. Федько на здании вокзала

Поражение Российской империи в Крымской войне 1853–1856 годов показало экономическую отсталость страны. В начале 1860-х годов в правительственных кругах, среди торгово-промышленной буржуазии и помещиков обсуждались вопросы о местах немедленного создания сети железных дорог в стране.
Изменения в торгово-экономической политике Российской империи, переориентация в области политического и торгового партнёрства с Германии на Францию привели к росту значения черноморских портов. Это значительно повлияло на экономическое развитие Юга России, получившего в результате развитую железнодорожную сеть.
Перспектива строительства головных линий совершенно не касалась интересов Херсонской губернии. Инициатором строительства железной дороги южнее линии Одесса — Балта — Харьков стали помещики и купцы губернии, внёсшие железнодорожный проект в Николаевскую городскую думу. Этот проект получил поддержку губернатора Николаева Б. Н. фон-Глазенапа.
В 1868 году было решено отправить в Санкт-Петербург делегацию, в которую вошли купцы Бухтеев и Клатовский. С ними также поехал и Глазенап, представивший их Великому князю Константину Николаевичу, пообещавшему принять непосредственное участие в проблемах николаевских представителей.
Железнодорожное строительство осуществлялось путём привлечения частного капитала. Предприниматели заключали договор с правительством на строительство и использование частей железной дороги в течение определенного периода времени. Вложить свои средства в строительство железнодорожной ветви в Николаев было готово «Общество российских железных дорог».
Первый проект железнодорожных зданий был разработан инженером Корсаковым. Он рекомендовал станцию строить у порта, а пассажирский вокзал — в торговой части города.
25 января 1872 года руководитель строительства Знаменского-Николаевской участка Харьковско-Николаевской железной дороги инженер барон Майдель подал в канцелярию генерал-губернаторства докладную записку относительно места строительства станции. Планировалось провести линию железной дороги вдоль Заводской улицы, в конце которой сделать поворот направо и строить станцию на Песках.
Общество железных дорог обратилось с просьбой к генерал-губернатору Н. А. Аркасу, в котором излагалось просьба разрешить строительство линий железной дороги, направление которых оба проекта оставляли неизменными. Разрешение было получено, и 28 февраля 1872 года подрядчики сообщили в канцелярию генерал-губернатора о начале работ.
Строительство дорог велось под наблюдением инженера Вестфалия. Проекты окончательно утверждались на заседаниях городской думы и городские власти пытались максимально использовать ситуацию для получения от концессионеров дополнительных средств для сооружения подъездных путей, мощения улиц.
К концу XIX века были вымощены большинство улиц; в центре поставлены 1226 фонарей. В 1897 году бельгийская компания построила конку, соединившую Слободу с заводом «Наваль» (ныне Черноморский судостроительный завод), портом и яхт-клубом.
20 августа 1873 года линия Знаменка — Николаев была открыта для железнодорожного движения. На станции был отслужен молебен. Первый поезд отошел от станции с флагами, гирляндами из зелени и цветов.
Помимо пассажирских перевозок, основным назначением железнодорожной связи должны были стать перевозки хлеба, каменного угля и руд с мест их производства до Николаевского коммерческого порта. Однако проблем, которые надо было срочно решить, чтобы сделать экономически эффективной работу этой железнодорожной линии, было множество. По мнению Григория Ге, этими «проблемами» было отсутствие каких-либо приспособлений для хранения хлебного груза, выполнение погрузочно-разгрузочных работ, подъездных гужевых дорог. Товарная станция находилась в 2-х верстах от коммерческого порта, а дороги не были вымощены.
Благодаря сооружению железнодорожных линий и выгодным тарифам увеличилось число хлебопроизводящих губерний, вывозили зерно через черноморские порты. К Полтавской и Харьковской губерниям присоединились части Киевской, Волынской и Курской губерний. Динамика хлебного экспорта выражалась в следующих цифрах: 15,8 млн пудов за 1886 год, 38,5 млн — за 1890 год, 76,1 млн — за 1895 год.
С 1 января 1907 года Харьковско-Николаевская железная дорога, объединившись с Курско-Харьковско-Севастопольской, стали именоваться Южные железные дороги.
В 1881 году Харьковско-Николаевская железная дорога перешла в казну. Государство сразу приняло меры по упорядочению движения грузов на дороге.
В 1894 в Николаеве прибывало и отправлялось два пассажирских поезда — утром и вечером.
На самой станции Николаев было депо, здания вокзала и станционных служащих, грузовые закрытые и открытые платформы, пакгаузы для хранения грузов.
На территории порта находились пакгаузы и казармы ремонтных сооружений, портовая станция Харьковско-Николаевской железной дороги, угольные склады, состав выгрузки соли с приспособлением для помола.
В начале XX века возникла проблема расширения железнодорожной магистрали. Существование одной магистрали было недостаточным для обеспечения растущих товарных перевозок в Николаев. В 1907 году было закончено строительство линии Николаев — Гурьевка — Колосовка — Одесса и Николаев — Водопой — Снигирёвка — Апостолово — Херсон.
Бурное развитие сети железных дорог поставило вопрос о подготовке квалифицированных кадров. Инженеров готовили технологические, инженерные институты, университеты. Учебные помещения для подготовки низших техников железнодорожной службы стали организовываться с 1869 года.
Общее руководство всеми училищами было возложено на учебный отдел Министерства путей сообщения. Долгие годы управляющим учебного отдела был тайный советник Е. С. Волков.
На рубеже XIX и XX веков рост и промышленное развитие Николаева во многом определили деятельность железной дороги и коммерческого порта. Николаев включился в систему международной торговли и стал составной частью общегосударственного торгово-промышленного капитала.
В период гражданской войны, как и Великой Отечественной николаевская железнодорожная сеть была сильно разрушена.
В 1947 году, Николаевский узел по переработке грузов достиг довоенного показателя и быстро стал его превосходить.
В 50-х годах местные власти решили построить новый вокзал. Новое здание появилось недалеко от старого одноэтажного вокзала в конце улицы Пушкинской. Здесь оно находится и сейчас. И архитекторы очень постарались. Здесь можно увидеть просторный вестибюль. А все входы украшают арки. Авторы проекта нового вокзала пытались сделать главные железнодорожные ворота Николаева оригинальными и архитектурно привлекательными.